# Little Italy (2018)
Little Italy is een Amerikaanse romantische komedie uit 2018 met in de hoofdrollen Emma Roberts en Hayden Christensen. De film werd geregisseerd door Donald Petrie.

## Verhaal
Nikki (Emma Roberts) en Leo (Hayden Christensen) zijn samen opgegroeid op in de Little Italy-wijk van Toronto, waar hun families samen een pizzeria uitbaatten. Na het winnen van een pizzawedstrijd ontstond er een vete tussen Nikki's vader Sal en Leo's vader Vince, waardoor ze hun partnerschap ontbonden en naast elkaar aparte restaurants begonnen.
Nikki volgt uiteindelijk een opleiding tot kok in Londen, terwijl Leo in Toronto blijft om in het restaurant van zijn vader te werken. Enkele jaren later maakt Nikki kans om chef-kok te worden in het nieuwe restaurant van haar mentor Corinne.
Bij haar terugkeer naar Toronto vallen Nikki en Leo als een blok voor elkaar. Maar door de vete tussen hun vaders die ondertussen verder geëscaleerd is kunnen ze elkaar, net als hun moeders die beste vriendinnen gebleven zijn, alleen in het geheim ontmoeten. Wanneer hun vaders lucht krijgen van de relatie tussen Nikki en Leo besluiten ze een pizzawedstrijd te organiseren, waarbij de verliezer naar een andere stad moet verhuizen.

## Rolverdeling
| Acteur                  | Personage                 |
| ----------------------- | ------------------------- |
| Emma Roberts            | Nicoletta "Nikki" Angioli |
| Hayden Christensen      | Leonard "Leo" Campoli     |
| Alyssa Milano           | Dora Angioli              |
| Adam Ferrara            | Salvatore "Sal" Angioli   |
| Gary Basaraba           | Vincenzo "Vince" Campoli  |
| Linda Kash              | Amelia Campoli            |
| Andrew Phung            | Luigi                     |
| Cristina Rosato         | Gina                      |
| Danny Aiello            | Carlo                     |
| Andrea Martin           | Franca                    |
| Jane Seymour            | Corinne                   |
| Amrit Kaur              | Jessie                    |
| Martin Roach            | Officer Hardaz            |
| Vas Saranga             | Jogi                      |
| Rodrigo Fernandez-Stoll | Ramon                     |
| Ava Preston             | Nikki als kind            |
| Nicky Cappella          | Leo als kind              |

## Première en ontvangst
Little Italy werd uitgebracht in Canada op 24 augustus 2018 door Entertainment One en in de Verenigde Staten op 21 september 2018 door Lionsgate.
De film behaalde een score van 13% (23 recensies) op Rotten Tomatoes, met een gemiddelde score van 3,9/10. Op Metacritic kreeg de film een score van 28% (4 recensies), wat duidt op "over het algemeen ongunstige recensies".